# Julius Mennicken
Julius Mennicken (* 27. Dezember 1893 in Bedburg; † 7. Juni 1983 in Bergisch Gladbach) war von 1933 bis 1945 Landrat des Rheinisch-Bergischen Kreises.

## Leben

### Kindheit und Ausbildung
Julius Mennicken wurde als Sohn des Oberlehrers an der Ritterakademie in Bedburg, Josef Mennicken, und der Clara Mennicken, geb. Wolff, geboren. Nach dem Besuch des Humanistischen Gymnasiums in Mülheim am Rhein, das er im Jahr 1913 mit der Reifeprüfung abschloss, studierte er von 1913 bis 1914 und, unterbrochen durch die Teilnahme am Ersten Weltkrieg, von 1918 bis 1921 in München Rechts- und Volkswissenschaften. Er beendete seine Studien aus wirtschaftlichen und gesundheitlichen Gründen aber nicht, sondern nahm im Jahr 1922 eine kaufmännische Beschäftigung bei einer Kölner Firma auf.

### Politische Betätigung
Zum 1. Juli 1929 trat Mennicken der NSDAP bei (Mitgliedsnummer 142.247), von 1931 bis 1937 versah er in Köln die Stelle des Kreisleiters. Matzerath schreibt: „Unter Richard Schaller und seinem Stellvertreter Julius Mennicken nahm auch die Kölner Ortsgruppe einen beachtlichen Aufschwung. Die Mitgliederentwicklung sprengte freilich zunehmend den Rahmen des Organisationsschemas der NSDAP, sodass Anfang 1932 ein Gaubezirk mit fünf Stadtkreisen an die Stelle der Ortsgruppe Köln trat. Im September 1932 erfolgte eine weitere Neueinteilung, die in der Grundstruktur bis in den Krieg hinein bestand haben sollte. Das Stadtgebiet von Köln wurde in drei Kreise eingeteilt: Köln linksrheinisch-Nord und -Süd mit den Kreisleitern Heinrich Herborn und Willy Ebel sowie Köln rechtsrheinisch mit Julius Mennicken.“

### Landrat des Rheinisch-Bergischen-Kreises
Gut einen Monat nachdem Matthias Eberhard, der Landrat des Rheinisch-Bergischen-Kreises, am 15. März 1933 um seine Entlassung nachgesucht hatte, übernahm Julius Mennicken am 24. April zunächst vertretungsweise die Verwaltung des Kreises. Mit Erlass vom 13. Januar 1934 wurde ihm dann zum 17. Januar das Amt kommissarisch übertragen. Seine definitive Bestallung zum 1. April 1934 datiert vom 5. April 1934. Er war erst der zwölfte Amtsinhaber einer Landratsstelle in der Rheinprovinz seit 1816 und einer von vieren während der NS-Zeit, der keinen Studienabschluss nachweisen konnte.:42 Eine seiner ersten Amtshandlungen war der Bezug des neuen Amtssitzes in Bergisch Gladbach. Der Festakt zum Einzug in die ehemalige Fabrikantenvilla der Familie Zanders bildete den pompösen Höhepunkt der sogenannten Braunen Woche. 1938 stand Mennicken der Abteilung Rheinisch-Bergischer-Kreis des Bergischen Geschichtsvereins als Vereinsführer vor.

### Nach dem Zweiten Weltkrieg
Nach seiner Entlassung bei Kriegsende wurde Mennicken vom 22. April bis zum 31. Juli 1945 interniert. Seit dem 1. März 1948 war er wieder in einem Handelsunternehmen beschäftigt. Unter dem Pseudonym Julius Werth, dem Geburtsnamen seiner Ehefrau, betätigte er sich schriftstellerisch.:627

## Familie
Der Katholik Julius Mennicken heiratete am 9. Januar 1923 in Frelenberg Maria Werth (* 2. Februar 1901 in Zweibrücken), die Tochter des Landwirts und Gutspächters Hieronymus Werth.